# Relaciones Estados Unidos-Líbano
Las relaciones Estados Unidos-Líbano son las relaciones diplomáticas entre Estados Unidos y Líbano.

## Historia
Los Estados Unidos enviaron al diplomático George Wadsworth al Líbano en octubre de 1942 como "Agente y Cónsul General", mientras que el Líbano todavía era parte de un mandato internacional gobernado por los franceses. Los Estados Unidos reconocieron a Líbano como un país independiente el 8 de septiembre de 1944. Las relaciones formales se establecieron el 16 de noviembre de 1944, cuando Wadsworth presentó sus credenciales como Enviado.
Los Estados Unidos buscan mantener sus vínculos tradicionalmente estrechos con el Líbano y ayudar a preservar su independencia, soberanía, unidad nacional e integridad territorial. Los Estados Unidos, junto con la comunidad internacional, apoyan la implementación total de Resolución 1559 del Consejo de Seguridad de las Naciones Unidas, incluido el desarme de todas las milicias y el despliegue de las Fuerzas en todo el Líbano. Los Estados Unidos creen que un Líbano pacífico, próspero y estable puede hacer una contribución importante a la paz general en Medio Oriente.
Una medida de preocupación y participación de los Estados Unidos ha sido un programa de asistencia, rehabilitación y recuperación que, desde 1975 hasta 2005, totalizó más de $ 400 millones en ayuda para el Líbano. Para el alivio, la recuperación, la reconstrucción y la seguridad después de la Guerra del Líbano de 2006, el gobierno de los Estados Unidos intensificó sustancialmente este programa, prometiendo más de $ 1 mil millones en asistencia adicional para los años fiscales 2006 y 2007. Este apoyo refleja no solo las preocupaciones humanitarias y los lazos históricos, sino también la importancia que los Estados Unidos otorgan al desarrollo sostenible y al restablecimiento de un Líbano independiente, soberano y unificado. Parte del financiamiento actual se utiliza para apoyar las actividades de las organizaciones voluntarias privadas de los Estados Unidos y el Líbano que participan en programas de desarrollo rural y municipal en todo el país, mejorar el clima económico para el comercio mundial y la inversión, y mejorar la seguridad y el reasentamiento en el sur del Líbano. Los Estados Unidos también apoyan los programas humanitarios y asistencia desminados a las víctimas.
A lo largo de los años, los Estados Unidos también han ayudado a la Universidad Americana de Beirut (AUB) y a la Lebanese American University (LAU) con apoyo presupuestario y becas para estudiantes. También se brindó asistencia a American Community School en Beirut (ACS) y  International College (IC).
En 1993, los EE. UU. reanudaron el programa de formación y educación militar internacional en el Líbano para ayudar a reforzar las Fuerzas Armadas Libanesas (LAF), la única institución nacional no sectaria del país, y reforzar la importancia de control civil del ejército. Las ventas de artículos de defensa en exceso (EDA) se reanudaron en 1991 y han permitido a la LAF mejorar sus capacidades de transporte y comunicaciones, que se vieron gravemente degradadas durante la guerra civil libanesa. La asistencia de seguridad tanto para las FAL y las Fuerzas de Seguridad Internas (ISF) aumentó significativamente después de la guerra de 2006, para apoyar al Gobierno de Líbano elegido democráticamente, ya que cumple con los requisitos de la Resolución 1701 del Consejo de Seguridad de Naciones Unidas y afirma su soberanía sobre todo el territorio libanés.
El 24 de octubre de 2012, cinco días después del  atentado con coche bomba en Beirut en 2012 que mató al jefe de inteligencia libanés Wissam al-Hassan, Departamento de Estado de los Estados Unidos, la portavoz Victoria Nuland anunció que el gobierno estadounidense respaldará el llamado de la coalición de oposición política libanesa para un nuevo gabinete libre de la influencia siria y también ayudará al Líbano en la investigación del atentado.
A principios de noviembre de 2018 Departamento del Tesoro de los Estados Unidos incluyó a cuatro miembros clave de Lebanon Hezbollah en la lista del programa del Programa de Terroristas Globales Especialmente Designados. Incluían a Yusuf Hashim, Adnan Hussein Kawtharani y Muhammad 'Abd-Al-Hadi Farhat y también al Shibl Muhsin' Ubayd Al-Zaydi, que era un vínculo entre Hezbollah. Los IRGC de Irán y sus partidarios en Irak.

## Diplomacia
La Embajada de los Estados Unidos opera en Awkar, Líbano. A partir del 11 de julio de 2016, la embajadora es Elizabeth Richard. En septiembre de 1989, todos los funcionarios estadounidenses de la Embajada de los Estados Unidos en Beirut fueron retirados, cuando la seguridad y el funcionamiento de la misión no podían garantizarse. Un nuevo embajador de los Estados Unidos regresó a Beirut en noviembre de 1990, y la Embajada ha estado abierta continuamente desde marzo de 1991. En 1997, reflejando mejoras en el clima de seguridad del Líbano, los Estados Unidos levantaron la prohibición que impuso a los ciudadanos estadounidenses que viajaron al Líbano en 1985. La prohibición fue reemplazada por una advertencia de viaje. No obstante, las preocupaciones de seguridad restantes continúan limitando el tamaño del personal estadounidense y el acceso de visitantes a la Embajada. Los Servicios para Ciudadanos Estadounidenses están disponibles, y la Embajada reanudó los servicios completos de visa de no inmigrante en junio de 2003.
Sin embargo, las relaciones entre los dos países se agriaron brevemente tras las acusaciones de doble estándar debido a la ayuda estadounidense a Israel contra Hezbolá durante la guerra de 2006.